# JR東日本E993系電力動車組
E993系是東日本旅客鐵道（JR東日本）為開發第二代通勤型電聯車使用的技術而製造的實驗用電聯車，2002年（平成14年）1月由東急車輛製造和川崎重工業製成一列5輛編組。作為純為實驗技術而製的列車，E993系和其他實驗列車一樣，沒有正式投入服務。E993系的暱稱是「ac@train」（ACトレイン），是英文「Advanced Commuter Train」（先進通勤列車）的簡寫。
E993系的設計由榮久庵憲司率領的GK工業設計團隊負責，技術基礎是為山手線特製的E231系500番台。E231系500番台在山手線投入服務後，JR東日本決定以該列車為基礎，開發新型列車以替換中央快速線和埼京線使用的201系和205系。而E993系則是為了實驗新型列車可使用的技術而製造的實驗用列車。為了測試各種設計和技術，E993系實驗列車的各輛車輛的車體構造、外觀和內部裝潢（製造方法和使用材料）均有不同。
E993系落成後，被配屬於埼京線、川越線列車所屬的川越電車區（現稱川越車輛中心），此後主要在埼京線試車，但也曾在中央本線、宇都宮線和京葉線 試車。由於是特製的列車，E993系的動向特別受到鐵路迷的關注，甚至有日夜追蹤列車的狂熱者。2002年9月，E993系首次公開讓公眾參觀。再加上其後數次公開參觀，令E993系也受到一般乘客的關注。

## 規格

### 車身及機器

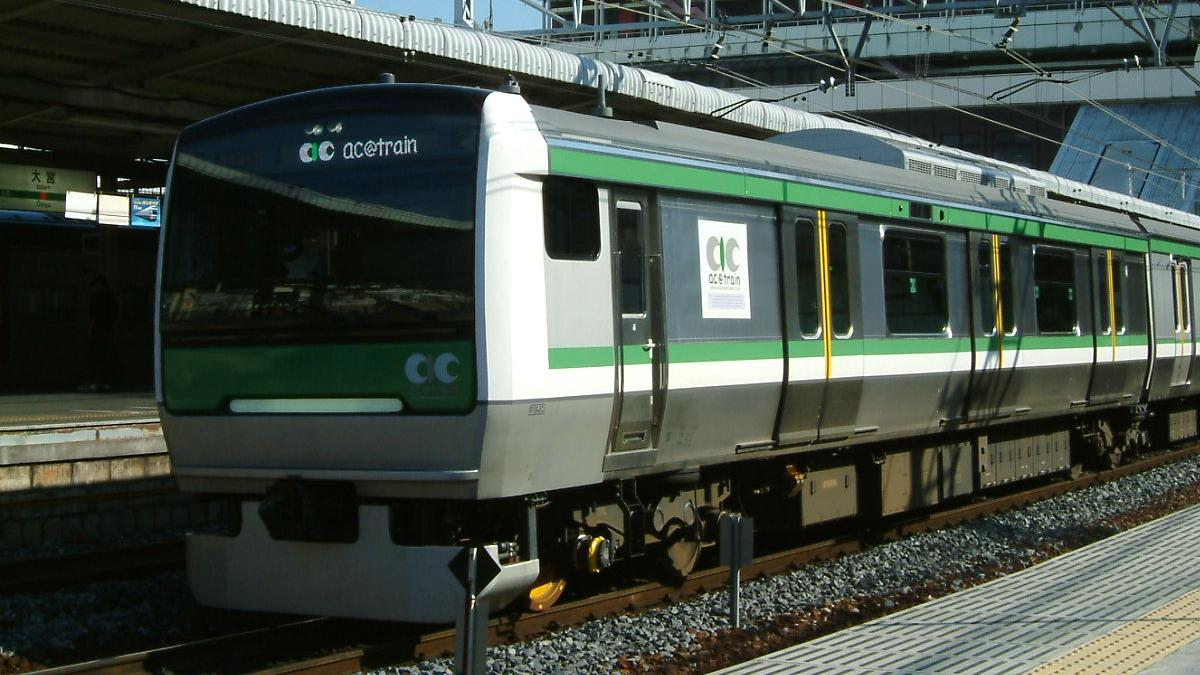
クハE993-1的外觀，可清楚見到控制室上方的全色LED方向幕和車身的外懸式車門

車體外型設計與後來的E233系非常相似。但為了增加車廂空間，E993系的車體被進一步擴寬至JR路線的建築界限──3,000mm（JR東日本的闊體車身闊度一般為2,950mm），及採用外懸式車門設計（E993-1除外）。而且為了清楚顯示車門邊緣，E993系的車門邊緣都被塗上黃色。
另外，為了測試多種製造方法和製造車體的物料，E993系的各車輛均採用不同的物料或製造方法製造。其中E992-1和E992-1以鋁合金雙皮層構造設計製造，E993-1和E993-1以不鏽鋼雙皮層構造設計製造，至於E993-1則以傳統的不鏽鋼單皮層構造設計製造
。而透過車輛輕量化，則可減低列車行駛時的能源消耗。除了前述的金屬物料，其他採用的物料均可循環再造，以完成零碳排放量的目標。車體塗裝方面，彩帶主色則採用東日本旅客鐵道商標的■深綠色。
機器方面，E993系的最大特色是採用關節式轉向架，與之後製造的E331系一樣，是國鐵時代起首次採用的設計。關節式轉向架讓列車能以較高速度通過彎道和提高搭乘的舒適度。同時，因列車使用較少車軸而可降低製作成本和維護開支。E993系實驗的關節式轉向架有兩種的設計，分別為兩點式支撐和四點式支撐設計，每種設計均有兩個版本──具動力和無動力的轉向架。另外，E993系也是首次採用由電動機直接驅動車軸的設計，以減少行車時產生的噪音和方便維護。而為了比較直接驅動設計在不同轉向架的表現，京葉線內的一輛103系也同時被改造成直接驅動型車輛。除此以外，E993系首次在列車上試驗安裝一套或以上的備用機器（主要為車門操作系統和列車控制系統）。
控制室方面，E993系的兩個控制室也採用了不同的設計。E992-1控制室面積與以往的通勤型列車相若，也使用一般高度的駕駛台，但採用全數位化儀表。而E993-1則加大了控制室的面積和採用較高的駕駛台，同時在兩側各增加一道可推開的車窗。除了車速計外，均採用數位化儀表。兩者均安裝了E231系列車運行資訊系統（TIMS）的改良版──先進列車運行資訊系統（AIMS）。除此以外，兩個控制室的訊號裝置（ATS-P）是互通的，一旦正在使用的一台故障，另一台能立即替補故障的一台，使列車能繼續運作。而控制室上方的方向幕也使用了不同的技術。E993-1安裝了全色LED方向幕，而E993-1和其他車身上的方向幕則採用E231系只能顯示橙綠兩色的LED方向幕，但尺寸較E231系的大。

### 車廂

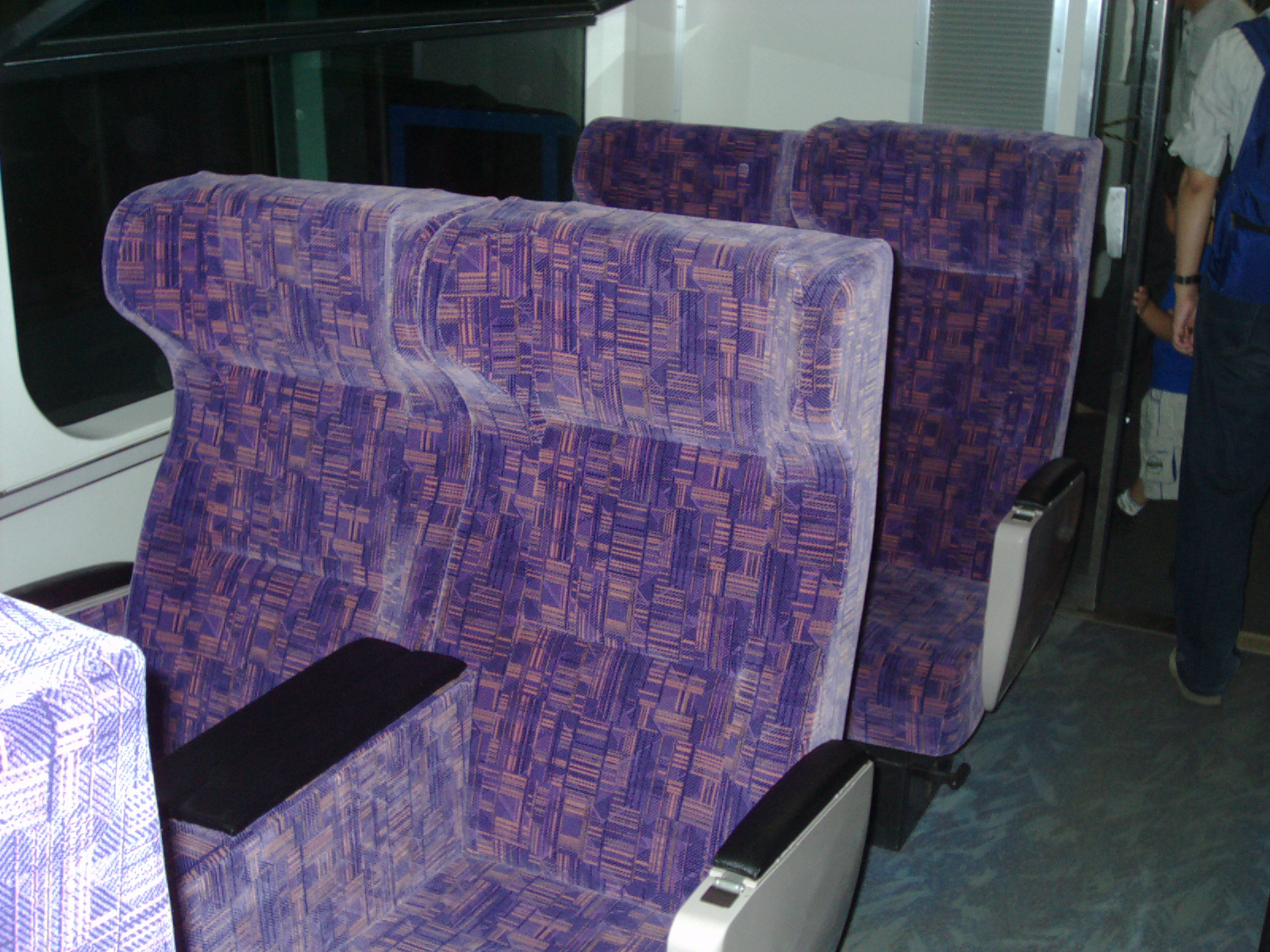
特急型座位

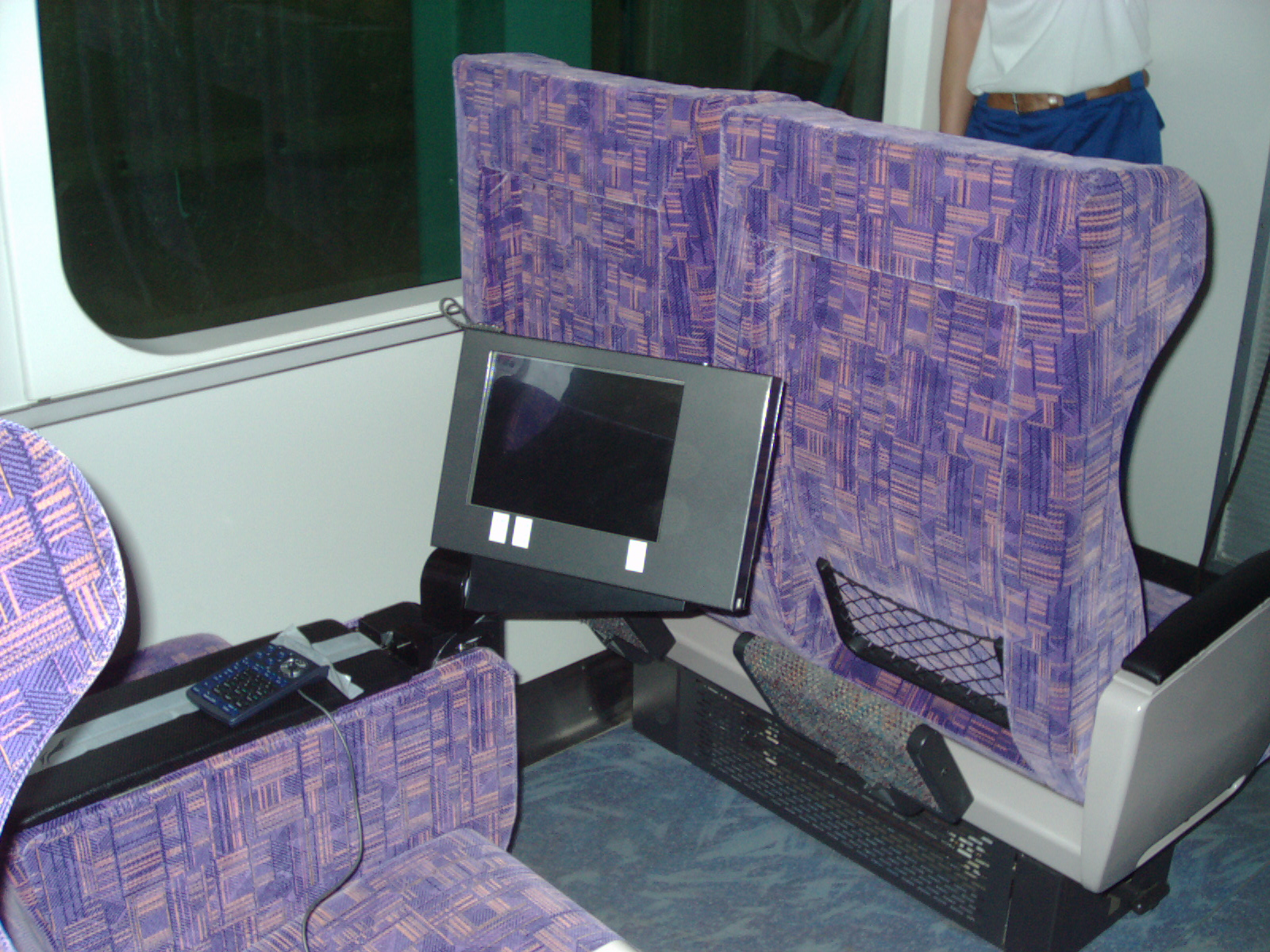
特急型座位特設的屏幕

因為車體進一步擴闊並採用外懸式車門設計（E993-1除外），使E993系車廂比E231系擴闊80mm。另外，為了方便行動不便的乘客（無障礙環境），車廂與月台的高度差降低至65mm。E993系也以較容易循環再造的物料製造車廂地板和裝潢用部件。至於車廂設計，基本上是通勤型設計，只有E993-1車廂的中央部份是採用特急型設計。
E993系的通勤型車廂進行多種實驗，單是座位就已經採用了三種新製座位。此外，E993系的部分吊環扶手採用黑色細長三角形的新設計，而座位附近的扶手也改用彎曲的設計。為了方便視障人士，E993系部分車門上方設置了車門開閉警告燈，也有部分車門和外側一樣在邊緣塗上黃色，並鋪上黃色防滑膠墊。在E993-1內，更安裝了供輪椅使用的電動斜板。至於車內情報提供裝置，E993系的車廂內設置了多種液晶體顯示屏和LED顯示屏，以實驗不同形式的情報提供裝置。
至於特急型車廂，也安裝了新型座位。座位採用航空座位設計，每個座位均設有筆記型電腦用電源和供收看電視和查閱列車資訊的液晶體顯示屏，並附有一個遙控器。
而其中一個最重要的實驗，是透過新研發的先進列車資訊服務系統（ATISS），改良現有的車內情報提供裝置，並在特急型車廂內提供區域網路（LAN）連線服務。此外，特急型車廂的座位也能透過系統使用區域網路。系統採用分散配置，在第1、4和5號車廂內均安裝了一個伺服器（第2、3號車廂則安裝中繼器），透過兩條10Mbps的線纜互相聯繫，以分散各車廂的連線流量。而5號車廂的伺服器也負責新型車內情報提供裝置的實驗，透過車輛間的連線操控列車廣播和顯示列車資訊，並透過區域網路連線在車廂內播放電視節目。

## 編組方式
|              | ←川越方向  | ←川越方向 | ←川越方向  | ←川越方向 |              | 大宮、新宿方向→ | 大宮、新宿方向→ | 大宮、新宿方向→ | 大宮、新宿方向→ |
| 車輛編號     | 1          |           | 2          |           | 3            |                 | 4               |                 | 5               |
| 生產編號制式 | E992-1     |           | E992-1     |           | E993-1       |                 | E993-1          |                 | E993-1          |
| 形式／轉向架 | Tc'        | -         | M'         | +         | M            | +               | T               | -               | Tc              |
| 製造商       | 川崎重工業 |           | 川崎重工業 |           | 東急車輛製造 |                 | 東急車輛製造    |                 | 東急車輛製造    |

- 解說
  - Tc、Tc'：含控制室的無動力車輛
  - T：無動力車輛（安裝變壓器和集電弓）
  - M：動力車輛
  - M'：動力車輛（安裝變壓器和集電弓）
  - +：安裝了電動機的關節式轉向架
  - -：無動力關節式轉向架

參考資料：

## 影響
E993系列車的實驗結果主要影響JR東日本2004年以後投入服務的車輛。其中2004年以後配屬於國府津車輛中心和小山車輛中心的E231系近郊型首先引進了E993系實驗的全數位化儀表、車門開閉警報燈和安裝車門備用控制系統。翌年（2005年）於常磐線中距離列車班次投入服務的E531系則採用了E993系實驗的三角形吊環扶手、新型座位和使用無障礙車門設計（車門邊緣塗上黃色、近車門的地板鋪上黃色防滑膠墊）。而於2006年底在中央快速線投入服務的E233系除了使用前述兩系列採用的E993系實驗技術外，也採用了在E993系實驗的全色LED方向幕技術及安裝備用器械的設計。而特急型車廂座位加入屏幕的設計，則於E655系高級列車中首次應用。
至於關節式轉向架的實用化，則由2006年3月落成的E331系來實現。E331系只有一列14輛的量産先行車輛落成。經過一年的試車後，於翌年（2007年）3月18日於京葉線投入服務。但使用時間並不長，中間曾數次停駛後復駛，於2011年1月起停駛後沒有再恢復行駛。最終在2014年4月2日於長野綜合車輛中心除役解體。

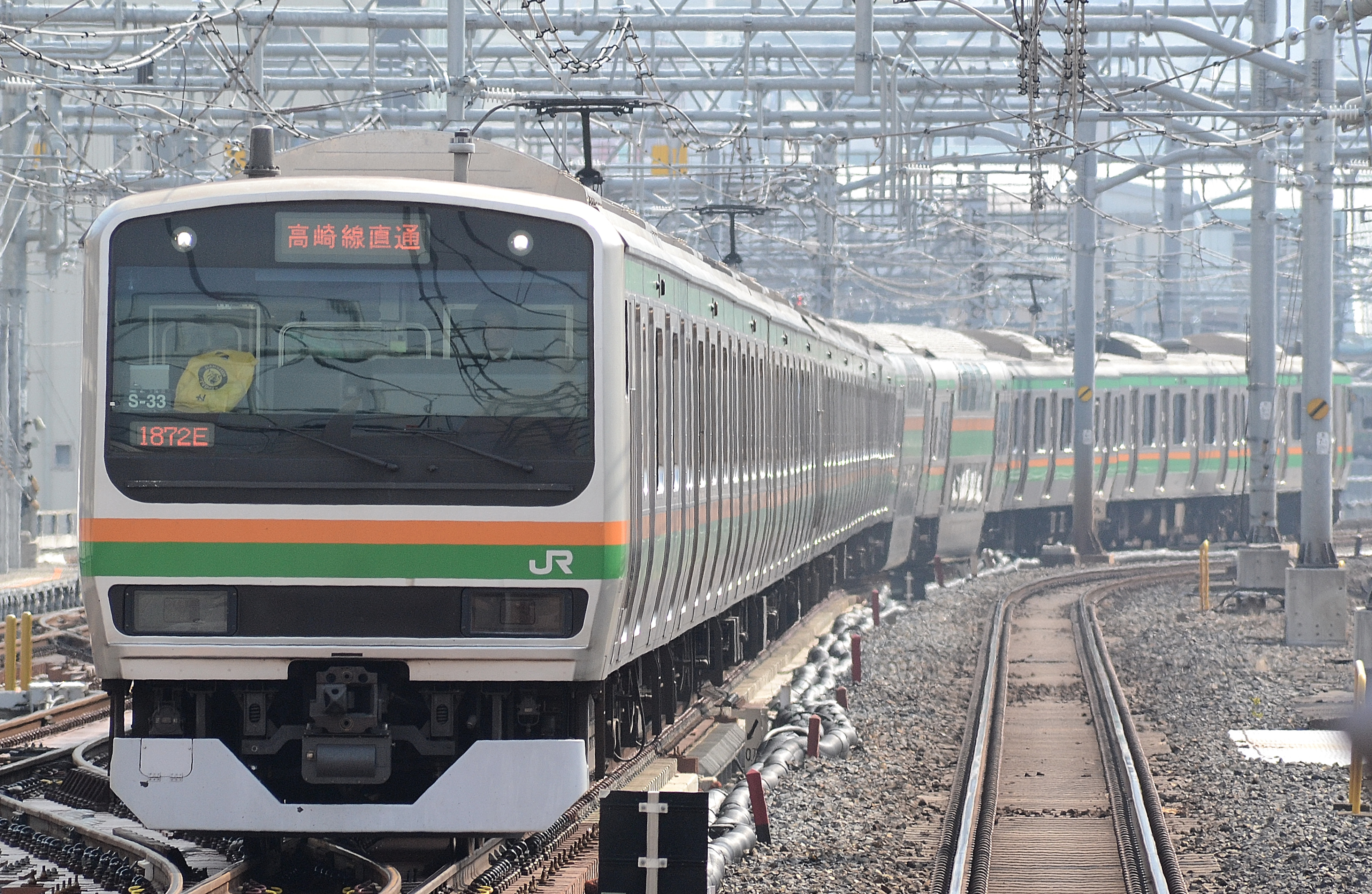
首款應用E993系實驗結果的第二批E231系近郊型列車
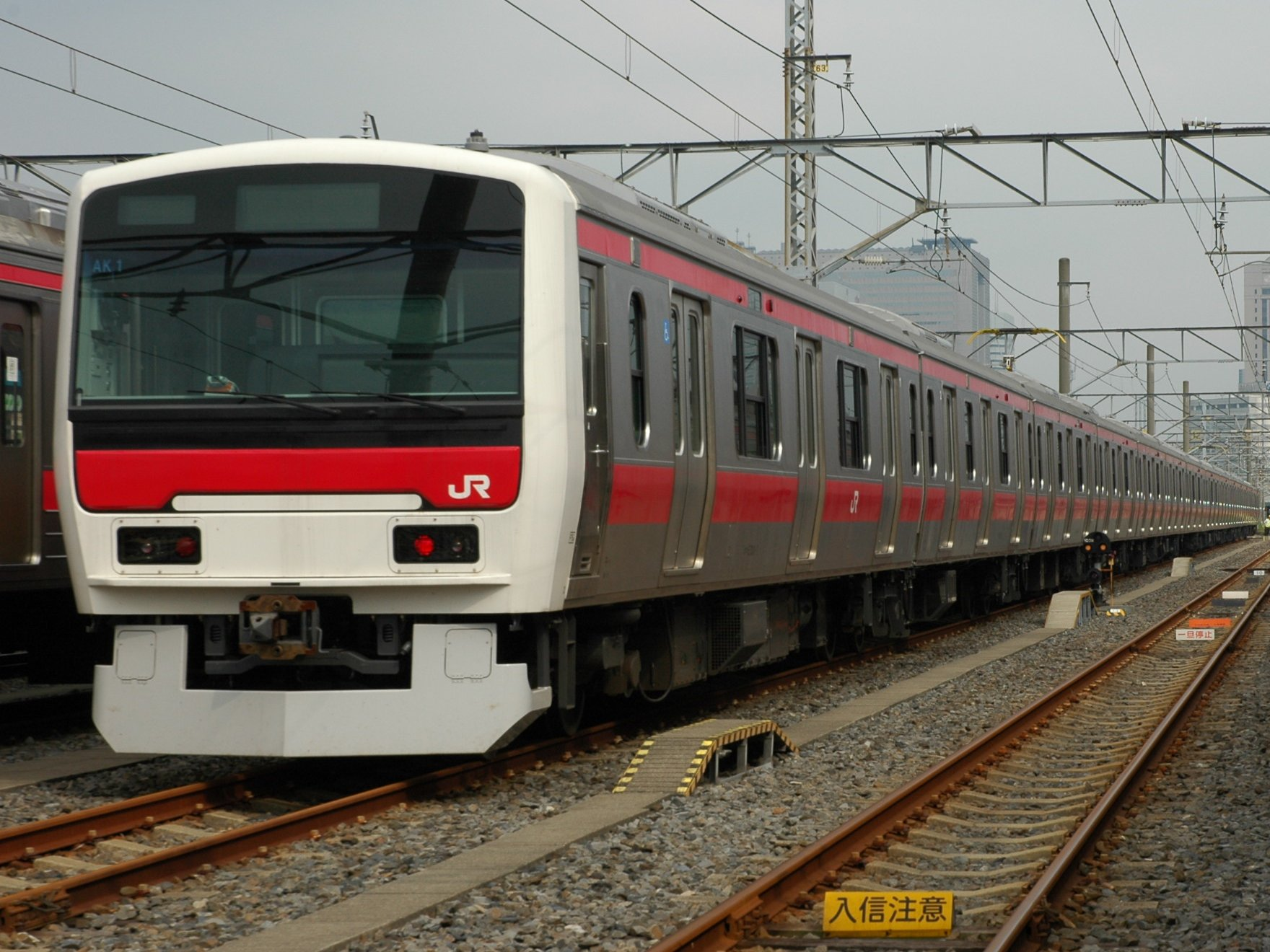
關節式轉向架的實用化試驗車－E331系
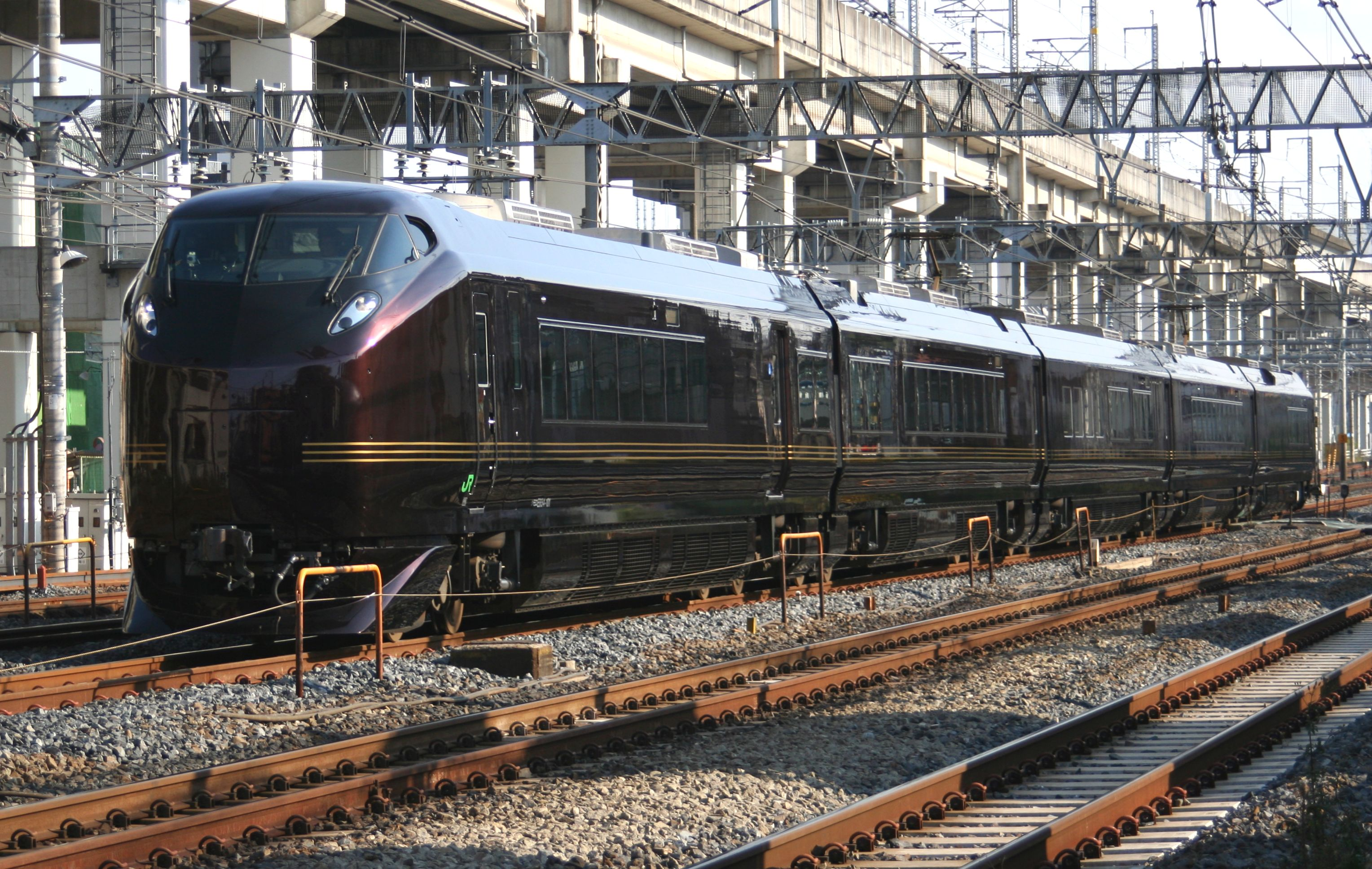
使用了實驗結果的特急型車廂座位加入屏幕的E655系列車

## 退役

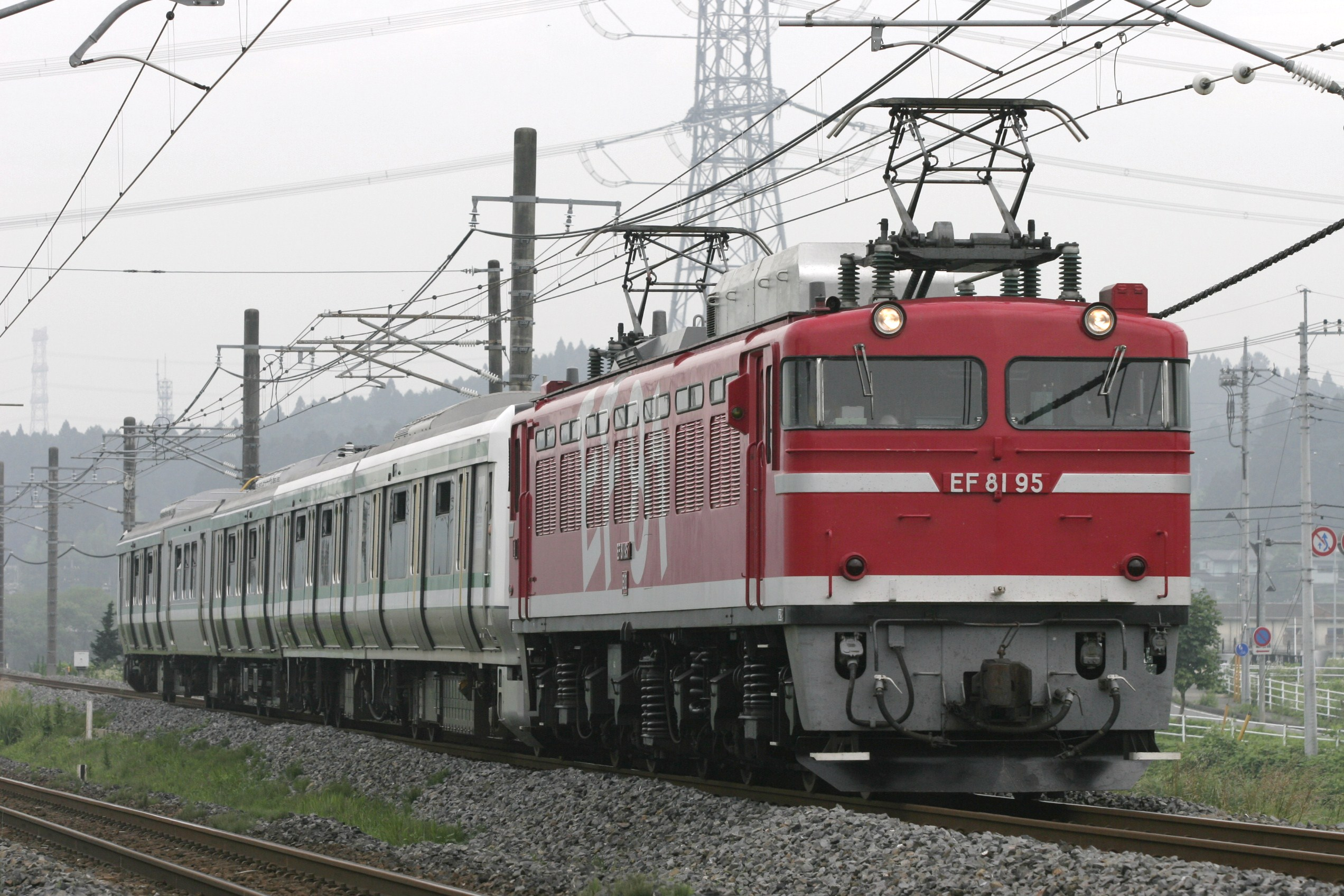
E993系由EF81機車牽引至郡山總合車輛中心廢棄

2006年7月12日至13日間，E993系被牽引至郡山綜合車輛中心，並於抵達後翌日（14日）除籍。同月22日在郡山總合車輛中心開放時作最後展示，此後於同年9月下旬解體。

## 外部連結
- （日語）.   [2008-12-16]. （原始内容存档于2013-01-17）.
- （日語）E993系圖片集（共5頁） （页面存档备份，存于）
- （日語）（页面存档备份，存于）